# Al-Mu'izz li-din Allah
al-Muʿizz li-dīn Allāh (arabo ﺍﺑﻮ ﺗﻤﻴﻢ ﻣﻌﺪ المعز لدين الله, "Fortificatore della religione di Allah"), noto più semplicemente come al-Muʿizz (Mahdia, 26 settembre 931 – Il Cairo, 975) è stato il quarto Imam/califfo della dinastia Fatimide e il 16º Imam ismailita.
Regnò dal 953 al 975 e fu durante il suo governo che il baricentro del potere ismailita-fatimide fu spostato dall'Ifriqiya all'Egitto, di recente conquistato. I Fatimidi fondarono la Città soggiogatrice di al-Muʿizz (al-Madīna al-qāhira al-Muʿizziyya) - vale a dire Il Cairo - nel 969, erigendola a capitale dell'Imamato al posto di al-Manṣūriyya.

## Carriera politica
Dopo che i Fatimidi, per opera del terzo Imam Ismāʿīl al-Manṣūr (946-953), ebbero sgominato la pericolosa ribellione kharigita di Abu Yazid (conosciuto come "l'uomo dell'asino") (942-947), dando modo all'Imām di eleggere per breve tempo al-Manṣūriyya nuova capitale fatimide, sotto suo figlio al-Muʿizz l'attenzione della dinastia si concentrò sul confinante Egitto, nella speranza che una volta conquistato venisse il turno della Siria e poi dell'Iraq, nella ferma intenzione di abbattere la dinastia abbaside e proporsi come l'unico e legittimo califfato universale. Sebbene i Fatimidi fossero innanzi tutto interessati all'Egitto e al Vicino Oriente, vi furono nondimeno varie campagne combattute Jawhar al-Siqilli contro i Berberi del Marocco e gli Omayyadi di al-Andalus. Allo stesso tempo, incursioni fatimidi nella penisola italiana affermarono la loro superiorità navale nel quadrante centrale del Mediterraneo, a spese dell'Impero bizantino, tra l'altro occupando la Sicilia, già aghlabide dall'827.
La strada per l'Egitto fu infine spianata per i Fatimidi, facilitati dalla crisi persistente della dinastia ikhshidide colà governante, accentuata dalla morte di Muhammad ibn Tughj, e dalla debolezza abbaside, non più in grado (salvo il periodo in cui l'"uomo forte" fu Muʾnis) di fronteggiare convenientemente le situazioni che un tempo essa avrebbe affrontato con forza e risolto senza problemi.

Dopo aver consolidato la propria posizione, al-Muʿizz trasferì la propria residenza ufficiale da al-Manṣūriyya alla recentemente costruita cittadella di al-Madīna al-Qāhira al-Muʿizziyya, "la Città soggiogatrice di al-Muʿizz", cioè Il Cairo, facendo da quel momento in poi gravitare sull'Egitto il baricentro politico ed economico del mondo arabo, forti anche del fatto che a occidente, in Ifriqiya, gli Ziridi agivano come reggenti dell'Imam. In Egitto vari attacchi dei Carmati costrinsero a un impegnativo sforzo l'Imamato (972-974) prima che le finanze fossero risanate e prendessero nuovo impulso per merito essenzialmente dell'intelligente opera di Yaʿqūb b. Killis, un ebreo convertito all'Islam, che aveva già operato per conto degli Ikhshididi, prima di cambiar campo e unirsi ai Fatimidi. 
Ad al-Muʿizz succedette il figlio al-'Aziz bi-llah (975-996).

## Realizzazioni culturali
Al-Muʿizz era noto per la sua tolleranza nei confronti delle altre religioni, ed era assai popolare tra i suoi sudditi cristiani e israeliti. Si dice abbia commissionato l'invenzione della prima penna stilografica. Nel 953, al-Muʿizz chiese una penna che non dovesse necessariamente stare tra le sue mani o negli abiti che indossava quando non la si usava e gli fu costruita dai suoi sapienti artigiani una penna che aveva un vero e proprio piccolo serbatoio d'inchiostro. Come ricordato dal Qadi al-Nu'man (m. 974) nel suo Kitāb al-Majālis wa l-musayarāt, al-Muʿizz ne dispose la costruzione dicendo::

## Relazioni coi Copti cristiani
Ai Copti cristiani fu concesso un certo grado di libertà sotto al-Muʿizz. I Copti furono spesso nominati ai gradi più elevati dell'amministrazione dell'Imamato e fu loro consentita libera pratica del proprio culto. Sotto al-Muʿizz, il responsabile per la Siria fu Quzmān ibn Nīmā, un copto che mantenne la propria fede. La festività del Nawrūz, che celebra il nuovo anno persiano, fu consentita (malgrado alcune limitazioni).